# Seznam dílů seriálu Mistr popravčí
Toto je seznam dílů seriálu Mistr popravčí.

## Přehled řad
| Řada | Díly | Premiéra v USA | Premiéra v USA     | Premiéra v ČR      | Premiéra v ČR  |
| Řada | Díly | První díl      | Poslední díl       | První díl          | Poslední díl   |
| ---- | ---- | -------------- | ------------------ | ------------------ | -------------- |
| 1    | 10   | 15. září 2015  | 17. listopadu 2015 | 28. listopadu 2016 | 30. ledna 2017 |

## Seznam dílů

### První řada (2015)
| Č. v seriálu | Původní název                                 | Český název       | Režie           | Scénář                                        | Premiéra v USA     | Premiéra v ČR      |
| ------------ | --------------------------------------------- | ----------------- | --------------- | --------------------------------------------- | ------------------ | ------------------ |
| 1            | Pilot (Part 1)                                | —                 | Paris Barclay   | Kurt Sutter                                   | 15. září 2015      | 28. listopadu 2016 |
| 2            | Pilot (Part 2)                                | Proti všem        | Paris Barclay   | Kurt Sutter                                   | 15. září 2015      | 5. prosince 2016   |
| 3            | Effigy / Ddelw                                | Modla             | Paris Barclay   | Kurt Sutter, Charles Murray a Nichole Beattie | 22. září 2015      | 12. prosince 2016  |
| 4            | A Hunger / Newyn                              | Hlad              | Ciaran Donnelly | Curtis Gwinn                                  | 29. září 2015      | 19. prosince 2016  |
| 5            | Piss Profit / Proffidwyr Troeth               | Zkouška početí    | Kari Skogland   | Roberto Patino                                | 6. října 2015      | 26. prosince 2016  |
| 6            | Thorns / Drain                                | Trny              | Billy Gierhart  | John Barcheski a Kurt Sutter                  | 13. října 2015     | 2. ledna 2017      |
| 7            | Behold the Lamb / Gweled yr Oen               | Obětní beránek    | Ashley Way      | Carly Wray a Kurt Sutter                      | 20. října 2015     | 9. ledna 2017      |
| 8            | Broken Things / Pethau Toredig                | Vyjednávání       | Ciaran Donnelly | Ryan Scott a Kurt Sutter                      | 3. listopadu 2015  | 16. ledna 2017     |
| 9            | The Bernadette Maneuver / Cynllwyn Bernadette | Francouzská krysa | Paris Barclay   | Robert Patino, Curtis Gwinn a Kurt Sutter     | 10. listopadu 2015 | 23. ledna 2017     |
| 10           | Blood and Quiescence / Crau a Chwsg           | Krev a smír       | Ashley Way      | Kurt Sutter                                   | 17. listopadu 2015 | 30. ledna 2017     |